# 沃康斯
沃康斯（法語：Vocance，法語發音：[vɔkɑ̃s]）是法国阿尔代什省的一个市镇，属于罗讷河畔图尔农区。

## 地理
沃康斯（45°12'5"N, 4°33'9"E）面积17.17 平方千米，位于法国奥弗涅-罗讷-阿尔卑斯大区阿尔代什省，该省份为法国东南部内陆省份，北起顺时针与卢瓦尔省、伊泽尔省、德龙省、沃克吕兹省、加尔省、洛泽尔省和上盧瓦爾省接壤。
与沃康斯接壤的市镇（或旧市镇、城区）包括：莫内斯捷、鲁瓦菲约、圣阿尔邦代、圣于连沃康斯、圣桑福里安德马安、萨蒂略、瓦诺斯克、维勒沃康斯。

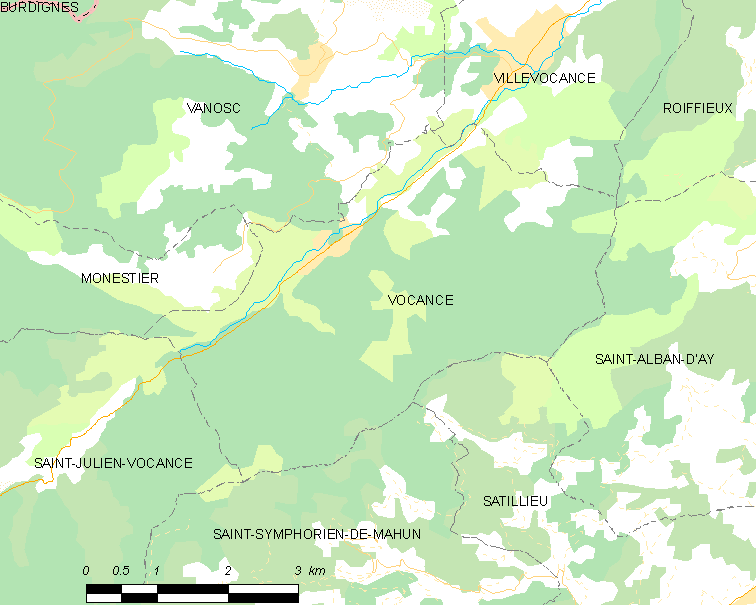
沃康斯的OSM定位图

沃康斯的时区为UTC+01:00、UTC+02:00（夏令时）。

## 行政
沃康斯的邮政编码为07690，INSEE市镇编码为07347。

## 政治
沃康斯所属的省级选区为阿诺奈第二县。

## 人口

1962-2008年间沃康斯人口变化图示

沃康斯于2022年1月1日时的人口数量为615人。